# Strepsichordaia
Strepsichordaia é um gênero de esponja marinha da família Thorectidae.

## Espécies
- Strepsichordaia caliciformis (Carter, 1885)
- Strepsichordaia lendenfeldi Bergquist, Ayling & Wilkinson, 1988
- Strepsichordaia stellifera (Bowerbank, 1877)